# Salwador na Letnich Igrzyskach Olimpijskich 1992
Salwador na Letnich Igrzyskach Olimpijskich 1992 reprezentowało czterech zawodników: trzech mężczyzn i jedna kobiety. Był to piąty start reprezentacji Salwadoru na letnich igrzyskach olimpijskich.

## Skład kadry

### Judo
Mężczyźni
- Juan Vargas – waga do 71 kg – 13. miejsce,

### Lekkoatletyka
Mężczyźni
- Angelo Iannuzzelli – skok w dal – 39. miejsce,
- Herbert Rodríguez – rzut dyskiem – 31. miejsce,

### Pływanie
Kobiety
- María José Marenco

200 m stylem dowolnym – 32. miejsce,
400 m stylem dowolnym – 26. miejsce,
800 m stylem dowolnym – 20. miejsce,